# Attapeu
Attapeu (auch Attapu; Lao ອັດຕະປື – [âttapʉ̄]) ist die Hauptstadt der Provinz Attapeu im Südosten von Laos. Die auch als Samakhi Xai bekannte Stadt liegt im Tal des Flusses Xe Kong an der Einmündung des Xe Kaman auf einer Meereshöhe von 93 m. Die Gegend ist nur dünn besiedelt.
In Attapeu, dessen Einwohner zum größten Teil Lao Loum sind, befindet sich ein für die Region wichtiger Markt mit Nahrungsmitteln und Waren des täglichen Bedarfs, sowie das einzige Krankenhaus der Provinz zur medizinischen Grundversorgung. Im Stadtzentrum erhebt sich der 1939 erbaute Tempel Wat Luang Muang Mai. Ein Denkmal unweit davon erinnert an den Politiker Kaysone Phomvihane.
Im Mai 2013 wurde mit der vietnamesischen Hoang Anh Gia Lai Group ein Vertrag zum Bau eines Flughafens unterzeichnet. Er soll 26 km vor den Toren der Provinzhauptstadt entstehen. Dadurch soll die abgelegene Region attraktiver für Touristen und Investoren werden.

## Persönlichkeiten
- Vannasone Douangmaity (* 1997), Fußballspieler